# Candi Agung

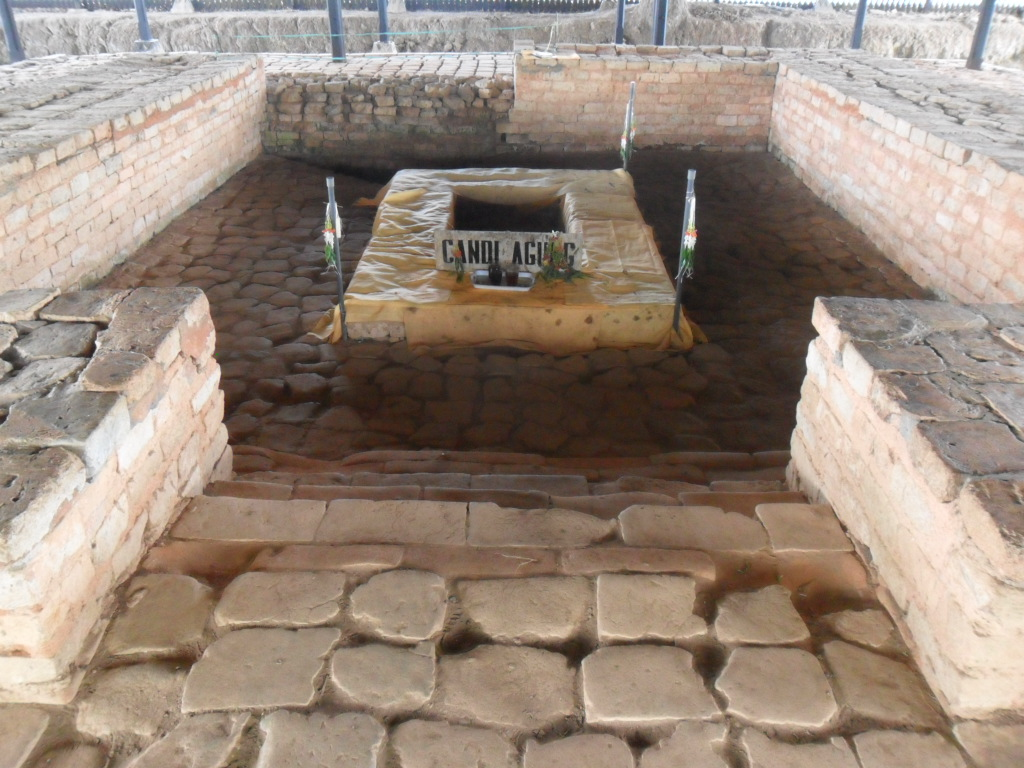
Les vestiges de Candi Agung

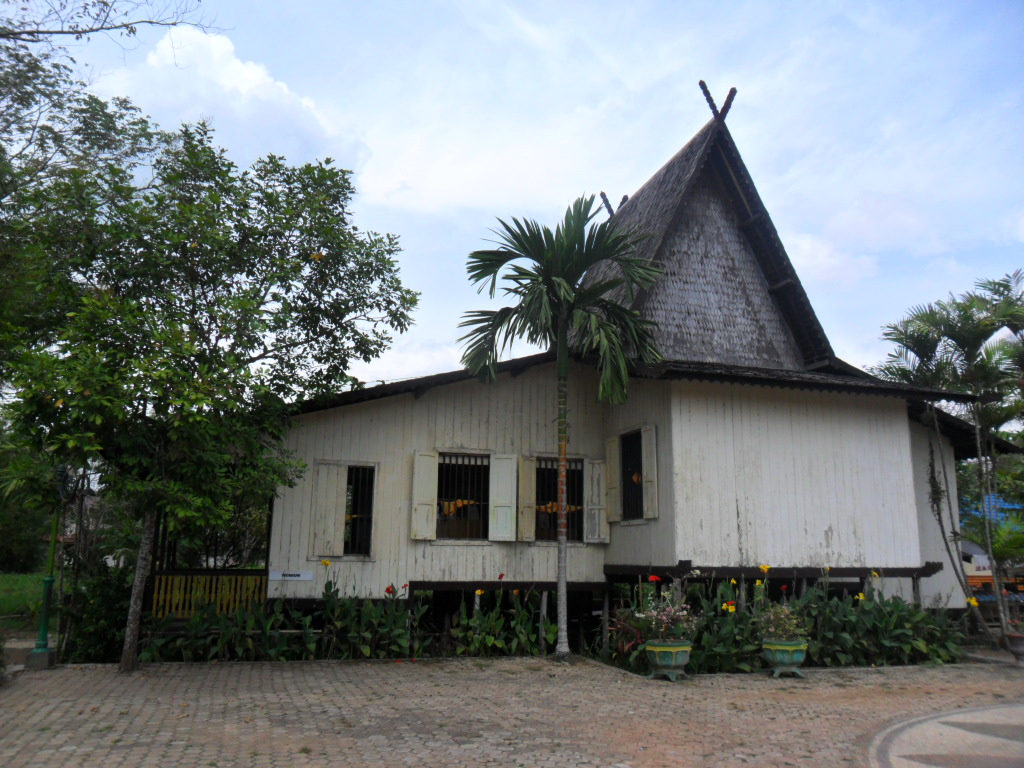
Le musée de Candi Agung

Candi Agung est un petit site archéologique shivaite situé dans le village de Sungai Malang dans la province indonésienne de Kalimantan du Sud dans l'île de Bornéo. On pense que ce site date de l'époque du royaume de Dipa, contemporain du royaume de Majapahit dans Java oriental (XIVe – XVe siècles).